# Rosoy (Oise)
Rosoy è un comune francese di 628 abitanti situato nel dipartimento dell'Oise della regione dell'Alta Francia.

## Società

### Evoluzione demografica
Abitanti censiti